# Afrika-Bulletin
Das Afrika-Bulletin ist eine Schweizer Zeitschrift, die 1976 durch das Afrika-Komitee, eine Basler Menschenrechtsorganisation, gegründet wurde und „sich durch eine lange antikoloniale Tradition“ auszeichnet.
Das Afrika-Komitee entstand 1973 „als Reaktion auf die offizielle Schweiz, welche die damalige Kolonialmacht Portugal als Ehrengast an das Comptoir suisse in Lausanne eingeladen hatte“. Das Afrika-Bulletin „konzentrierte sich zuerst auf die Befreiungsbewegungen in Angola und Moçambique, später auch auf jene in Südafrika und Simbabwe“. Sein Hauptziel war, die „unterdrückten Völker Afrikas in ihrem Kampf für politische und wirtschaftliche Unabhängigkeit zu unterstützen“.
„Konsequent solidarisch mit den Bewegungen im Südlichen Afrika, die sich von den kolonialen und imperialistischen Mächten zu befreien suchten, ist das Afrika-Bulletin eine wichtige Gegenstimme zum offiziellen Tenor der Schweiz.“
Seit 2010 wird es in Kooperation mit dem Zentrum für Afrikastudien der Universität Basel herausgegeben.